# Barrett REC7
El REC7 (Inicialmente denominado como M468) es la designación para la actualización del fusil de asalto M16 y la carabina automática M4. Es fabricado por la empresa Barrett Firearms Company, que es más conocida por sus fusiles de francotirador Barrett M82 y Barrett M107 calibre 12,7 mm.

## Descripción
A diferencia de los posibles reemplazos del M16/M4, como el ya cancelado XM8, el REC7 no es un fusil completamente nuevo. Solamente posee una sección superior del cajón de mecanismos (hecha por Barrett) que es acoplada a la sección inferior del M16/M4, siendo compatible con la gran mayoría de accesorios que este utiliza. 
Además, utiliza la nueva munición 6,8 mm Remington SPC, un cartucho que es equivalente a la misma longitud del 5,56 x 45 OTAN, haciéndolo compatible con el cargador del M16/M4, actualmente en uso por el Ejército de los Estados Unidos. De acuerdo a las pruebas de Barrett, este nuevo calibre de munición posee un 50% más poder de parada que el 5,56 x 45 OTAN, asimismo, afirma que tienen una energía cinética 1,5 veces la de este calibre (5,56 mm).
La compañía asegura que es efectivo hasta 600 metros y tiene una velocidad de salida de 795 metros/segundo (2650 pies/segundo) cuando emplea un cañón de 40,64 cm (16 pulgadas). Al igual que otros fusiles del tipo AR-15, el cañón permite la adición de accesorios como el silenciador. Emplea un guardamano SIR - Selective Integration Rail (Riel de Integración Selectiva) fabricado por la ARMS Inc., el cual permite que accesorios militares, tales como el bipode, los dispositivos de visión nocturna y las miras de combate sean colocados al fusil. Aunado a esto, el sistema SIR tiene un alza y punto de mira plegables ya integrados.

## Candidato a reemplazar el M4
El REC7 en su versión de cañón corto PDW fue una de las armas mostradas a los oficiales del Ejército de Estados Unidos durante una presentación el 13 de noviembre de 2008. El objetivo de ese día, conocido como Industry Day (Día de la Industria), era revisar la actual tecnología en carabinas, antes de establecer requerimientos formales para el futuro reemplazo del M4.